# Flambart (Fluss)
Der Flambart ist ein Fluss in Frankreich, der in der Region Grand Est verläuft. Er entspringt im Forêt de Morimond, im Gemeindegebiet von Lamarche. Die Quelle liegt am Nordwestabhang des Höhenzuges Faucilles (deutsch: Sichel), der auf seiner gesamten Länge und mit Höhen bis zu 500 Meter einen Teil der Europäischen Hauptwasserscheide bildet.

## Geographie

### Verlauf
Der Flambart entwässert generell in nordwestlicher Richtung und mündet nach rund 18 Kilometern, an der Gemeindegrenze zwischen Breuvannes-en-Bassigny und Audeloncourt, als erster nennenswerter rechter Nebenfluss in die obere Maas. Der Fluss wird in seinem Mittelabschnitt von der Autoroute A31 (Beaune-Metz-Luxemburg) und von den Hauptbahnlinien Nancy-Dijon und Toul-Dijon überquert, wobei letztere das sanft ansteigende Tal des Flusses als Rampe nutzt.
Auf seinem Weg durchquert der Fluss die Départements Vosges und Haute-Marne.

### Zuflüsse
- Ruisseau des Roises (links), 5,1 km
- Ruisseau de Follot (rechts), 5,8 km
- La Vieille Riviere (links), 5,9 km

### Orte am Fluss
- Colombey-lès-Choiseuil, Gemeinde Breuvannes-en-Bassigny
- Breuvannes-en-Bassigny